# Magzat
A magzat az emlősállatok és az ember ivadéka a méhen belüli fejlődés szakaszában. Az embernél a 8. hétig (a test és a fő szervrendszerek kialakulásáig) embriónak, ezt követően a szülésig (a növekedés, érés időszakában) magzatnak nevezik.
Emlősöknél, főleg haszonállatoknál a megnevezése vehem, ebből az önállóan amúgy ritkán (inkább csak állattenyésztési szakkifejezésekben, összetett szavak részeként) használt főnévből származik a viselős nőivarú állatokra alkalmazott vemhes kifejezés.
A magzat az őt körülvevő, a magzatburkot kitöltő magzatvízben úszik, ez védi az ütődésektől. Mozgásai a 20-22. terhességi héttől érezhetők.
A fényszennyezés magzatra gyakorolt hatásainak első, 2021 januárjában végzett vizsgálata kimutatta, hogy ez a fajta szennyezés 13%-kal növeli a koraszülés lehetőségét.